# امانوئل فریمپونگ
امانوئل یاو فریمپونگ (اکانی: Emmanuel Yaw Frimpong; اکانی: ‎/frɪmˈpɒŋ/‎ frim-PONG؛ زادهٔ ۱۰ ژانویهٔ ۱۹۹۲) بازیکن فوتبال پیشین اهل غنا است.
از باشگاه‌هایی که در آن بازی کرده‌است می‌توان به آرسنال، ولورهمپتون واندرز، چارلتون اتلتیک، فولام، بارنزلی، اوفا و اسکیلستونا اشاره کرد.
وی همچنین در تیم ملی فوتبال غنا بازی کرده‌است.